# Folklår, våra allra fulaste visor
Folklår, våra allra fulaste visor är ett studioalbum från 1977 med Bengt Sändh och Finn Zetterholm på sång och gitarr. Även Kerstin Bagge och Kisa Magnusson sjunger. Egil Johansen spelar trummor, Björn J:son Lindh piano och Reg Ward saxofon. 1994 gavs skivan ut på CD.
De oanständiga visorna kommer ur Fula visboken som kom ut samma år, redigerad av folkloristerna Bengt af Klintberg och Christina Mattsson. Skivan blev kontroversiell och väckte bland annat ilska hos KF:s inköpschef, som i ett brev till skivbolaget skrev "Konsumentbutiker ska inte marknadsföra porr".
Skivan är i samma genre som Våra fula visor, som kom ut samma år, som också hämtat sitt material ur Fula visboken.
Albumet är en av titlarna i boken Tusen svenska klassiker (2009).

## Låtlista
Sida 1
1. "Rullan går på G. Bohmans vind"
2. "Kärringen klippte lurvetufsa"
3. "Fast ej jag har"
4. "En flicka ung och fager"
5. "Skomakarn han satt i vrån"
6. "Våra getter och våra bockar"
7. "Det var en liten vallepilt"
8. "In kommer far"
9. "Mitt i fittan växer inga hår"
10. "När jag var liten och jag var ung"
11. "Hej lustigt att vara vaken"
12. "Gubben stod på logen, borra hjul"
13. "När gäddorna leker"

Sida 2
1. "Se himmelen klar"
2. "Jag gick mej ut burdus"
3. "En gammal man"
4. "Gu nåda mej arma flicka"
5. "Sillsalterit"
6. "Jag åkte till storstaden Mora"
7. "Om jag vore i flickornas kläder"
8. "Gammalt herdekväde"
9. "Nu ska jag sjunga en visa utan ton"
10. "Å alla fåglar så har di en näbb"
11. "Dombasunen"
12. "Skönt är att skita"

## Listplaceringar
| Lista (1977–1978) | Position |
| ----------------- | -------- |
| Sverige           | 5        |